# Jean-Baptiste Carpeaux

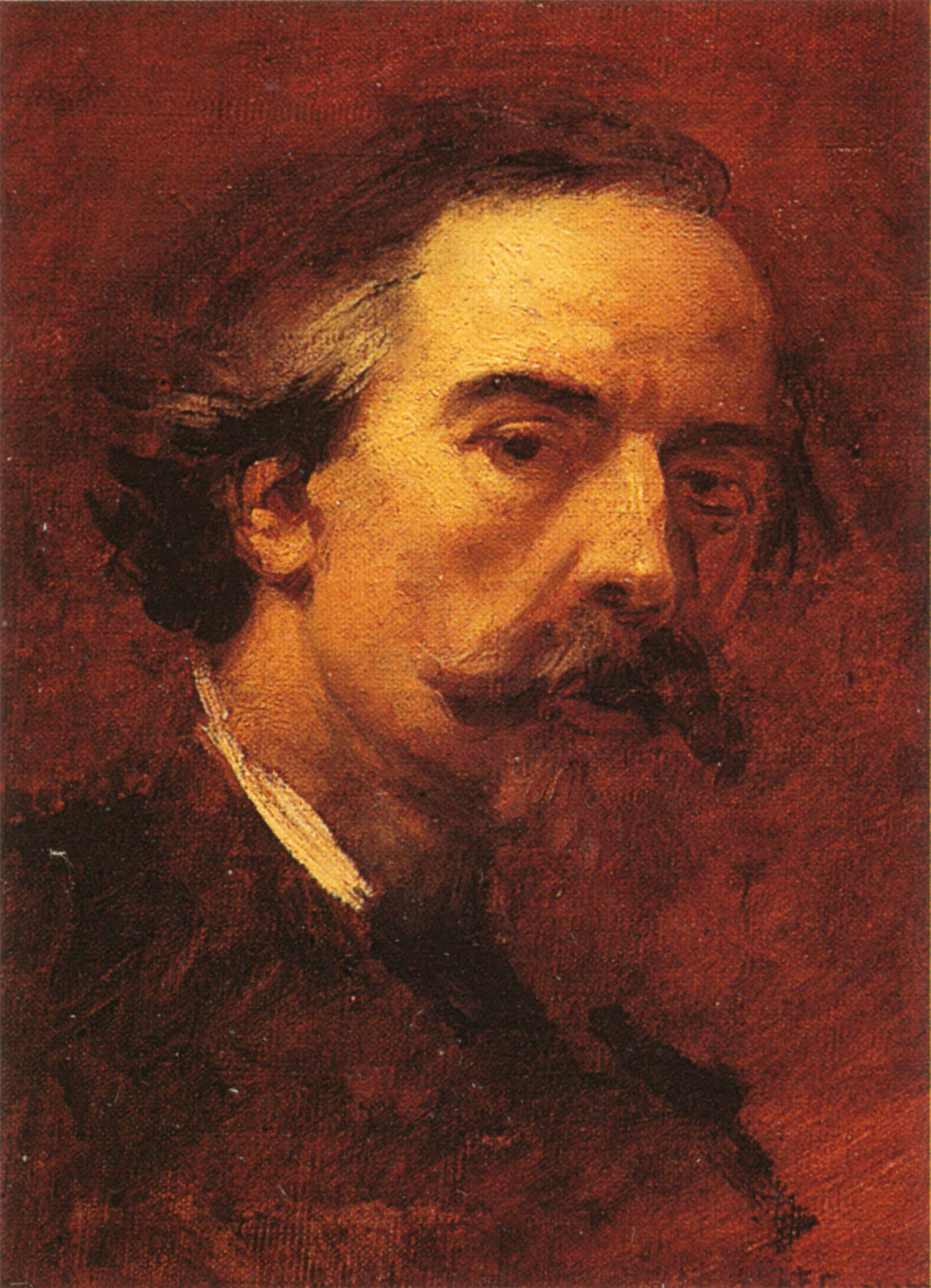
Selbstporträt

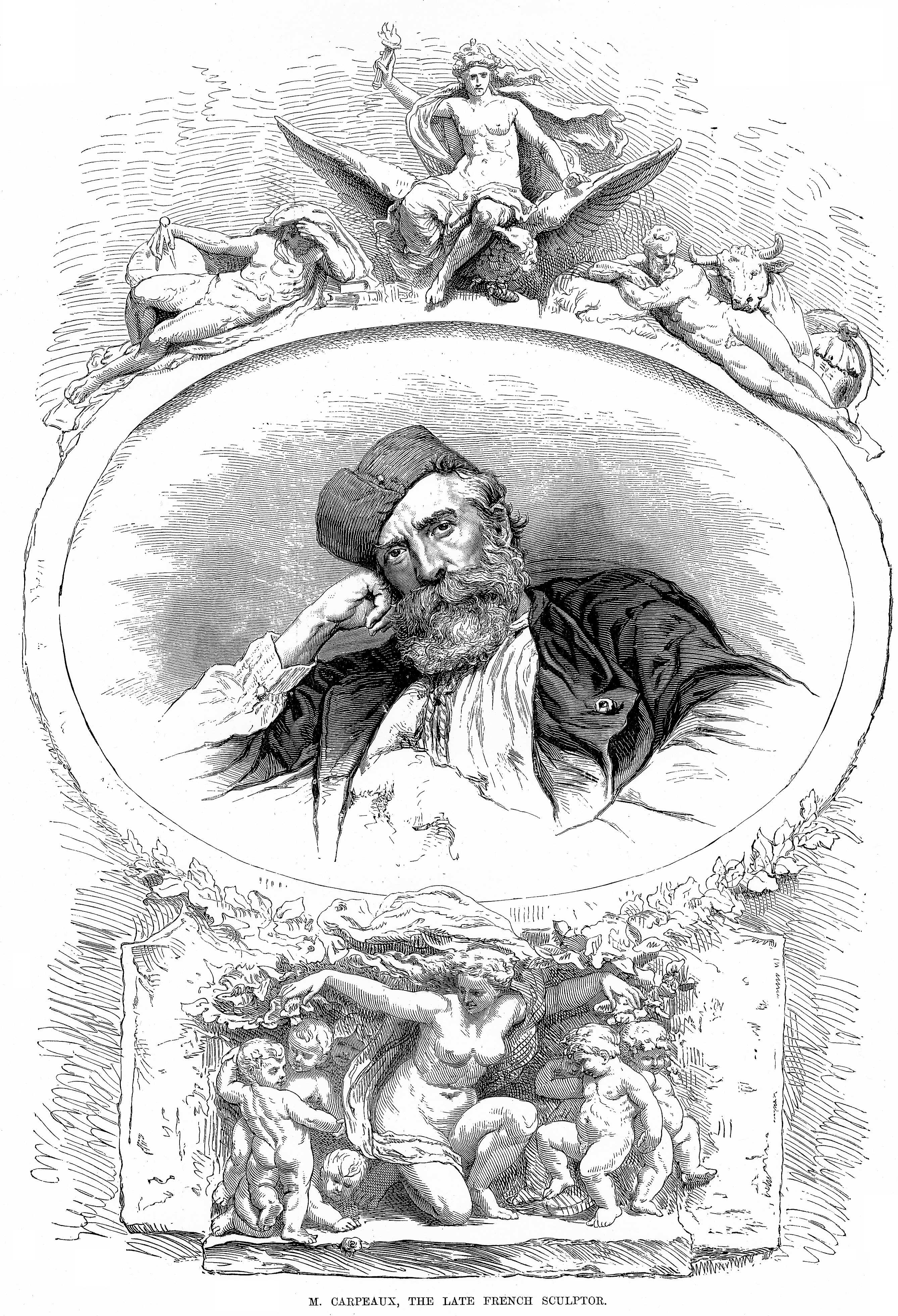
Jean-Baptiste Carpeaux

Jean-Baptiste Carpeaux (* 11. Mai 1827 in Valenciennes; † 12. Oktober 1875 in Courbevoie bei Paris) war ein französischer Bildhauer, Maler und Radierer.

## Familie
Carpeaux war das vierte von acht Kindern und der zweite Sohn des Maurers Joseph Carpeaux (* März 1800–1861) und dessen Frau Adèle (geborene Wargny, 1800–1882), die als Spitzenklöpplerin arbeitete. Er wuchs in bescheidenen Verhältnissen auf und drei seiner Geschwister starben im Kindesalter. Zu seinen Geschwister gehörten Charles Carpeaux (1825–1870), der Violinist wurde und Emile (* 1832), der später mit ihm in seinem Atelier tätig war. Des Weiteren Edmond Julius Carpeaux (1836–28. Oktober 1888), der 1850 dem Vater später nach Kalifornien folgte. Der Bildhauer Philippe Joseph Henri Lemaire war ein Cousin seiner Mutter.
Carpeaux heiratete am 21. April 1869 Amélie Victorine Marie Clotilde de Montfort (1847–1908), die Tochter des Vicomte Philogène de Montfort, Generalrat von Marne und Generalgouverneur des Palais du Luxembourg, mit der er mehrere Kinder hatte.
- Louise Clément-Carpeaux (1872–1961), sie verfasste eine Biografie über ihren Vater.[2]
- Charles Carpeaux (25. April 1875–28. Juni 1904), wurde Fotograf[3]

## Leben und Wirken
Seinen ersten Unterricht erhielt Carpeaux durch dem Architekten Jean Baptiste Bernard (1801–1856), der ihn zeitlebens unterstützte. Bernard empfahl ihn dem Bildhauer Fernand Liet in Valenciennes. Als dieser starb, ging Carpeaux nach Paris und schlug sich zunächst als Lastträger und Laufbursche durch und fertigte eine Zeit lag Modelle und Klischees für die Kunstindustrie. Anschließend trat er als Schüler in die „Ecole royale et speciale de dessin et de mathematique“ ein. Monsieur Jean-Hilaire Belloc, der Direktor dieser Schule, war ein Freund des Künstlers Théodore Géricault, nahm sich seiner besonders an. Hier traf Carpeaux auf Bildhauer wie Henri Chapu und Albert-Ernest Carrier-Belleuse. Um sich seinen Lebensunterhalt zu verdienen, stellte er plastische Gruppen in Ton an, die er für 15 bis 20 Fr. verkaufte. Er wurde in seinen Arbeiten insbesondere durch François Rude beeinflusst. 1846 trat er in die Academie des Beaux-arts ein und wurde ein Schüler von Francisque Joseph Duret.
1854 wurde Carpeaux anlässlich einer Ausstellung der Académie Française mit dem Rompreis ausgezeichnet, der ein großzügiges Reisestipendium beinhaltete. Dies ermöglichte ihm eine Reise durch Italien und einen fünfjährigen Aufenthalt in Rom. Neben dem Studium der antiken Meister interessierte ihn aber auch „die moderne Kunst“. In Rom entwickelte er durch die Ermutigung seines Freundes Bruno Joseph Chérier (1817–1880) eine Begabung als Maler. Die Prinzessin Borghese pries ihn auf diesem Gebiet als „neuerstandenen Michelangelo“. Mit seiner Büste La Palombella hatte Carpeaux seinen eigenen Stil gefunden und war aus dem Schatten seiner Lehrer herausgetreten. Anlässlich einer Ausstellung in Valenciennes (Département Nord) stellte er die Büste des Lachenden Mädchens der Öffentlichkeit vor und kehrte anschließend nach Rom zurück. Dort schuf er nach Vorlagen von Dante Alighieri die Gruppe des von seinen vier Söhnen und Enkeln umgebenen Ugolino. Diese Gruppe stellte er 1862 (als Gipsmodell) zunächst in der Villa Medici und im Folgejahr in Paris aus. Mit dieser Großplastik blieb Carpeaux einerseits dem Naturalismus verhaftet, andererseits schien er damit mit den Gesetzen der Plastik im Widerspruch stehen.
1862 kehrte Carpeaux nach Frankreich zurück und ließ sich Paris nieder. Er gründete ein Atelier und eine der ersten Arbeiten dort waren Büste der Prinzessin Mathilde (1863) und Das Mädchen mit der Muschel (1864). Mit seiner Statue des kaiserlichen Prinzen machte er den Hof auf sich aufmerksam und er erhielt den Auftrag, das Giebelfeld im Flora-Pavillon des Louvre mit einem Hochreliefdes auszuschmücken. Er stellte dort das „Kunst und Ackerbau beschützende Frankreich“ dar. 1865 schuf er eine Gruppe der Enthaltsamkeit für die Kirche La Trinité. Es folgten zahlreiche Büsten.
Sein Hauptwerk, La Danse an der Fassade des Erdgeschosses der Neuen Oper in Paris, in welchem ausgelassene Lebensfreude, dramatische Kraft, aber auch wilde Üppigkeit zum Ausdruck kommen, löste eine heftige Polemik aus, die durch alle dem Regime des Kaisers Napoleon III. feindlichen Elemente genährt wurde. Dieses Meisterwerk ist durch eine äußerst lebhafte Wiedergabe der Gebärden und einen wachen Sinn für die Einzelheit ausgezeichnet. Als eine Folge dieses Streits wurde ein in der Nacht vom 27. auf den 28. August 1869 durchgeführter Angriff angesehen. Ein empörter Bürger schleuderte ein Tintenfass gegen die Plastik. Die Flecken konnten jedoch entfernt werden. Die Kritik und die Beschimpfungen denen Carpeaux über mehrere Monate hinweg ausgesetzt war endeten erst mit dem beginnenden Kriegslärm von 1870 (Deutsch-Französischer Krieg). Während der Zeit des Pariser Aufstandes der Kommune hielt er sich in London auf. Hier schuf er unter anderem die Gruppe Daphnis und Chloe, Der verwundete Amor, eine Büste seines Sohnes Charles und Drei Grazien sowie zahlreiche Bildnisse. In den letzten Lebensjahren entstanden die Werke Die vier Weltteile, die in konzentrischer Bewegung die Armillarsphäre um eine ideale Achse drehen, ein Denkmal für Antoine Watteau, Napoleon in seinem Sarg und eine Büste dessen Sohnes Napoleons III.

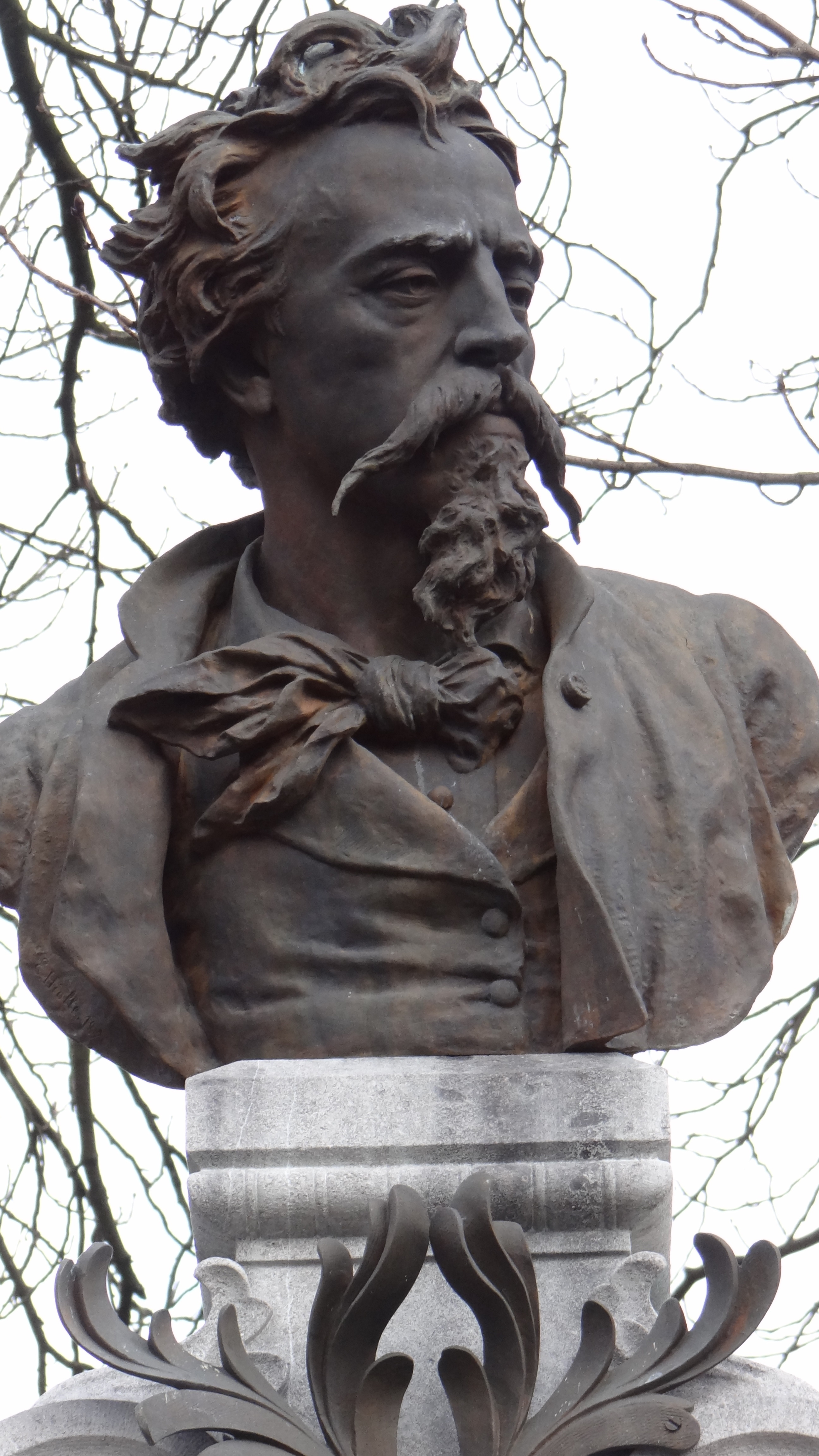
Carpeaux (Grabstelle)

Im Oktober 1875 erlag Carpeaux einem Krebsleiden. Er starb auf Schloss Bécon in Courbevoie und fand seine letzte Ruhestätte auf dem Cimetière Saint-Roche in seiner Heimatstadt.

## Auszeichnungen
Carpeaux erhielt mehrere Auszeichnungen:
- 1847 erstmals eine Medaille der Akademie.
- 1849 ein Stipendium seiner Geburtsstadt.
- 1850 eine Ehrenmedaille der Pariser Akademie und zugleich Ernennung zum Repetitor der „École de dessin et de mathematique“.
- 1852 zweiter großen Preis der Pariser Akademie für Philoktet auf der Insel Lemnos.
- 1854 Auszeichnung mit dem Prix de Rome für die Figur eines Hektor, der seinen Sohn Astyanax der Obhut Jupiters empfiehlt.
- 1866 Ritter der Ehrenlegion.

## Schüler (Auswahl)
- Jules Dalou (1838–1902)
- Jean-Louis Forain (1852–1931)
- Pierre Narcisse Jacques (1849–1904), Professor am École des arts industriels de Genève
- Olin Levi Wagner (1844–1896)

## Werke (Auswahl)

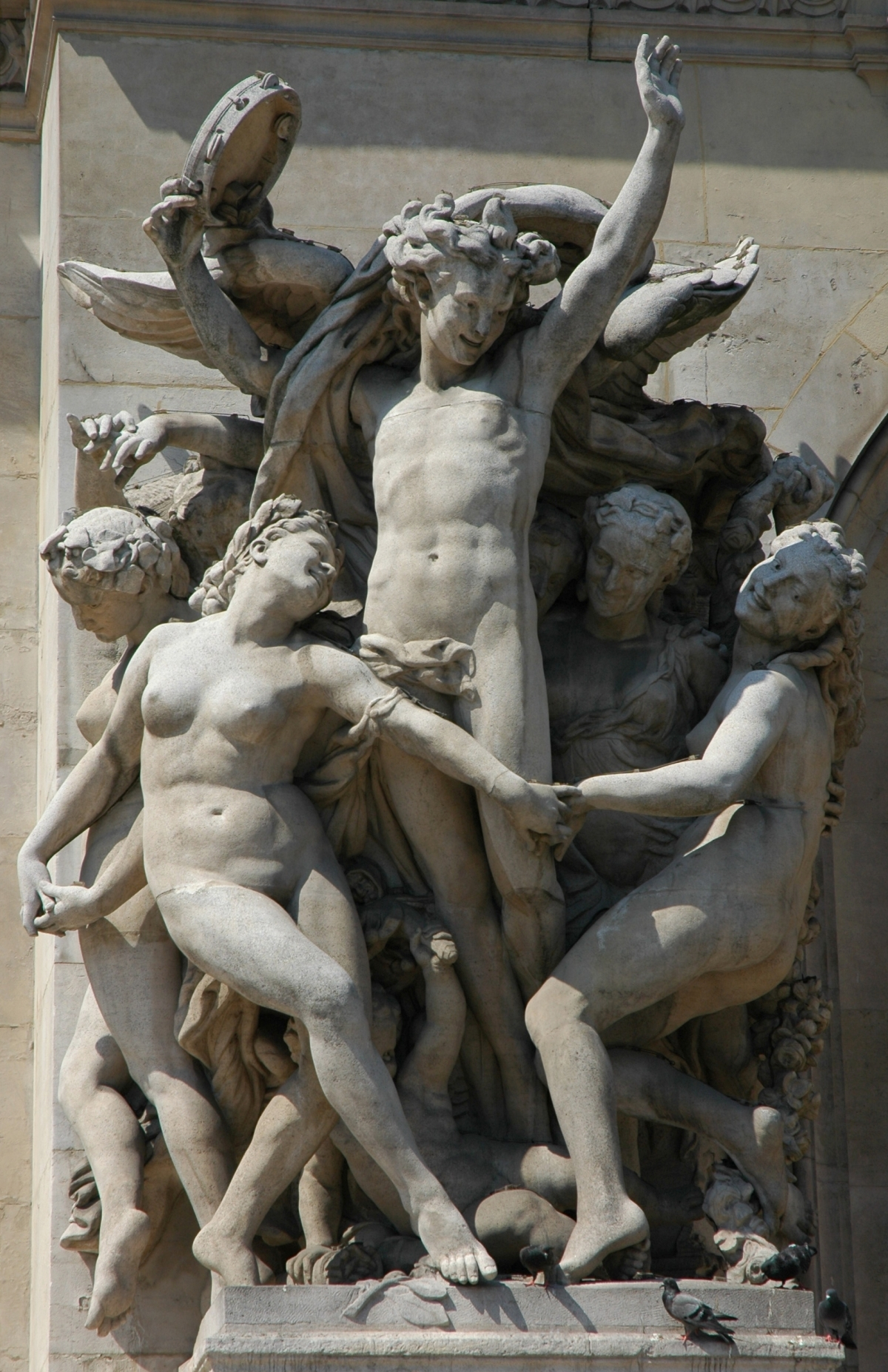
La Danse, Pariser Oper
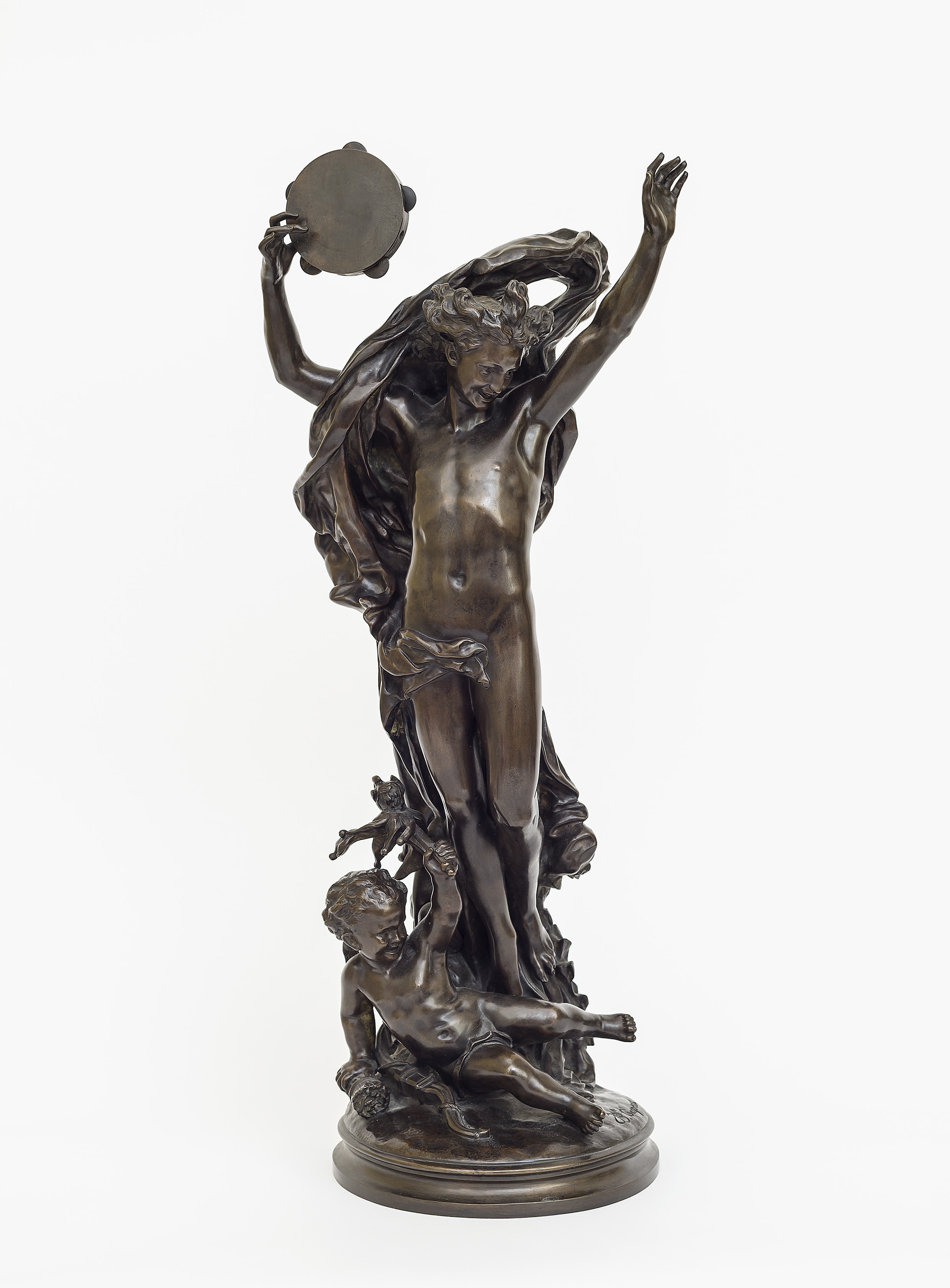
Le génie de la danse, Modell 1865–1869, Guss um 1880
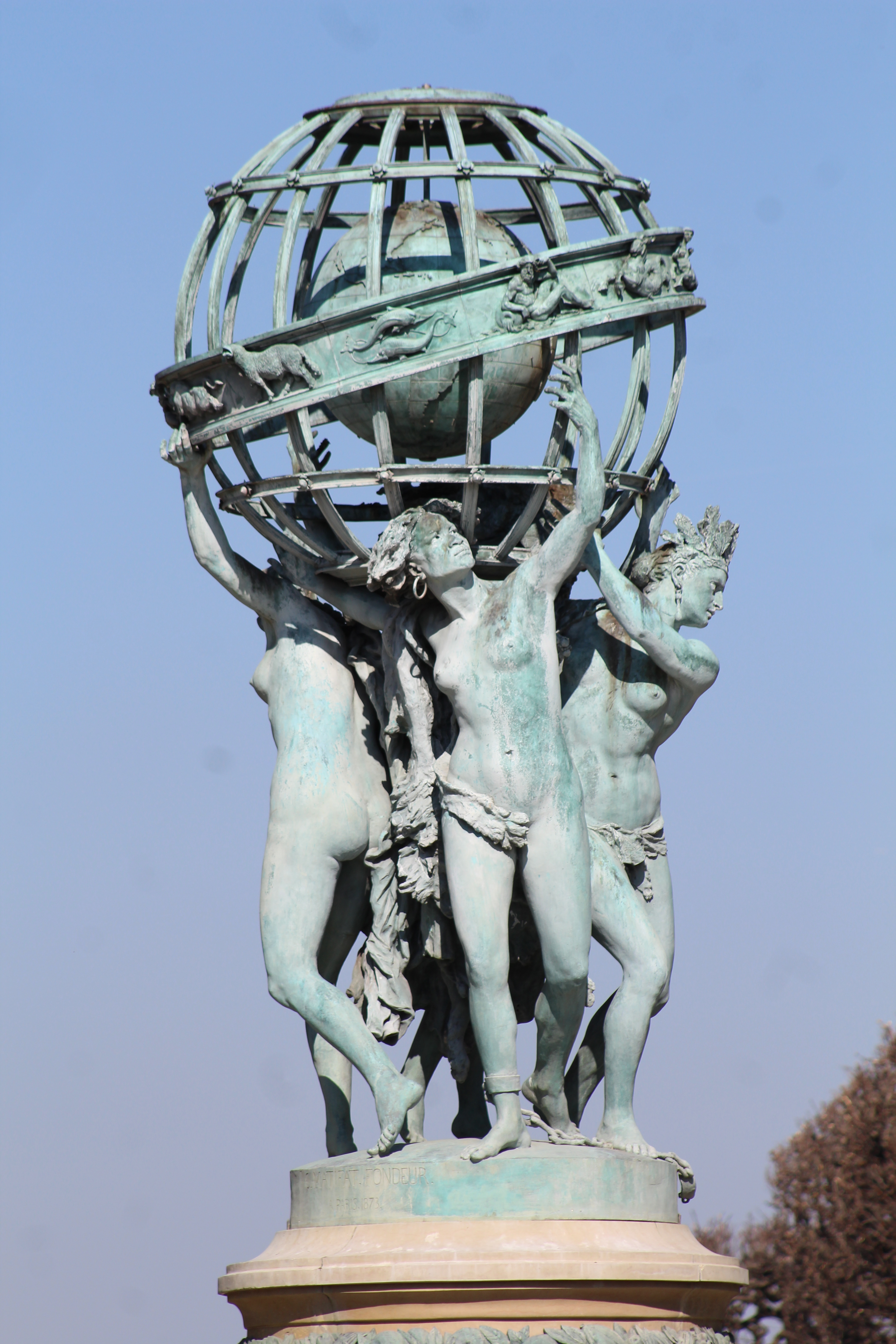
Brunnen Die vier Weltteile, Paris

Skulpturen
- Neapolitanischer Fischerknabe (ca. 1854–1859 in Rom)
- La Palombella (Büste einer jungen Sabinerin, ca. 1854–1859 in Rom)
- Lachendes Mädchen (Büste, auch „Lachende Neapolitanerin“, ca. 1854–1859 in Rom)
- Gruppe des von seinen vier Söhnen und Enkeln umgebenen Ugolino (Bronzeguss), Paris, (Jardin des Tuileries)
- Édouard André (Büste) 1863[6]
- Prinzessin Mathilde (1863, Büste)
- Das Mädchen mit der Muschel (1864)
- Statue des kaiserlichen Prinzen
- Die Fontäne der vier Weltteile (Jardin du Luxembourg)
- Die Statue Antoine Watteaus
- Die Büste von Alexandre Dumas dem Jüngeren
- Die Porträtbüste von Eugenie Fiocre (1869).

Gemälde

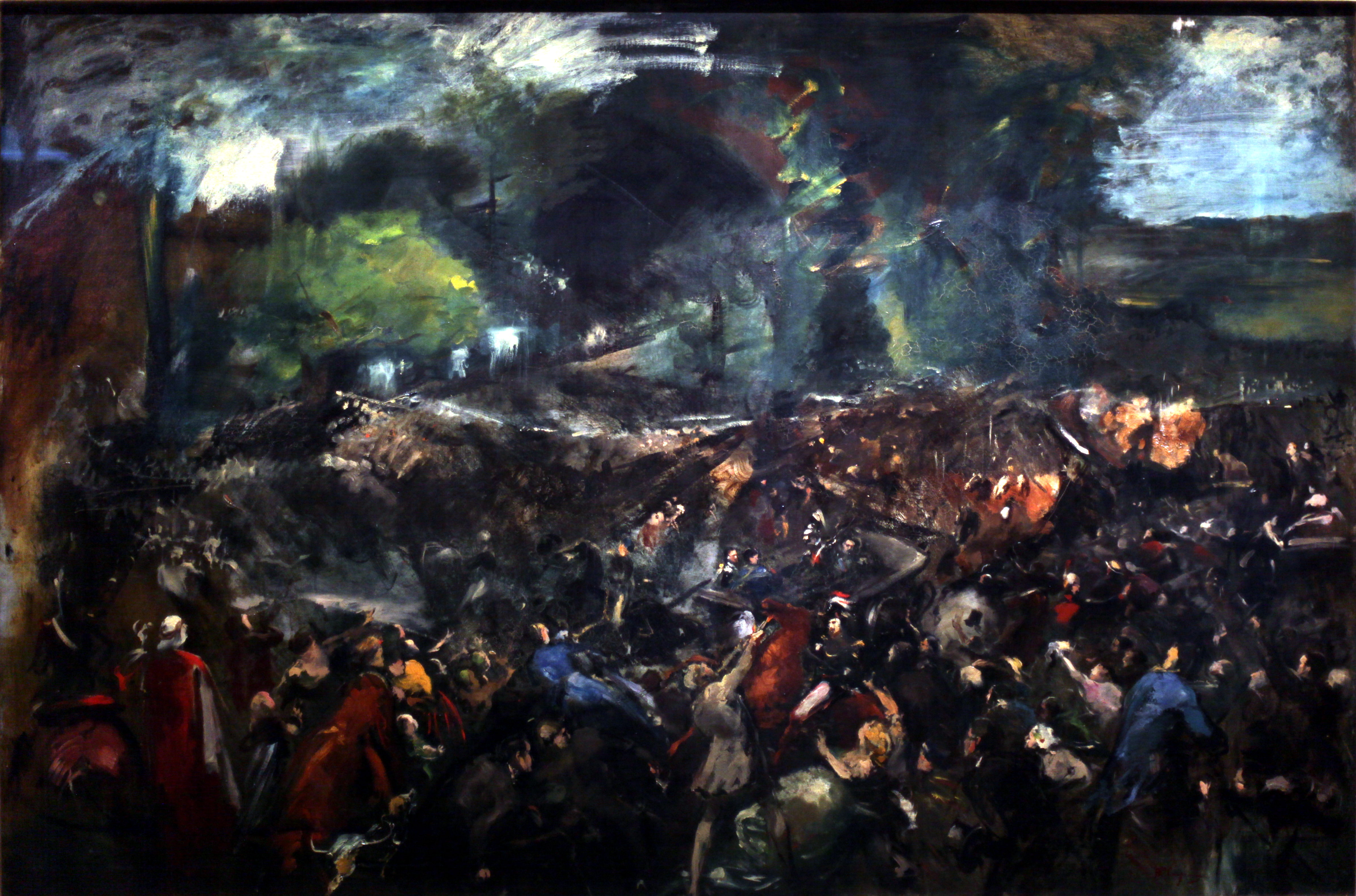
Attentat de Berezowski

- Louvre, Paris: Bal costume aux Tuileries; Bal au Tuileries; Attentat de Berezowski
- Musum Valenciennes: Porträt des Marquis de Pienne; Selbstporträt; Paul et Virginie; La Ville de Paris; La poesie; Barque de Dante; Frere et soeur; Napoleon III. dans son cercueil.

## Ausstellungen (Auswahl)
- 15. November 2012 bis 9. Februar 2012: Jean-Baptiste Carpeaux. Dessinateur. im École nationale supérieure des beaux-arts de Paris.
- 10. März bis 26. Mai 2014: The passions of Jean-Baptiste Carpeaux. im Metropolitan Museum of Art in New York.